# George Mathers, 1. Baron Mathers
George Mathers, 1. Baron Mathers KT PC DL (* 28. Februar 1886; † 26. September 1965) war ein schottischer Politiker.

## Leben
Mathers wurde als Sohn von George Mathers und Annie Barclay im Jahre 1886 geboren. Er wurde an einer Schule in Newtown St Boswells ausgebildet und war Präsident der Handelskammer von Carlisle. Am 6. Juni 1916 ehelichte Mathers Edith Mary Robinson. Aus der Ehe gingen keine Kinder hervor. Nach dem Tod seiner Ehefrau heiratete Mathers am 31. Januar 1940 Jessie Newton Graham.
Mathers war als Deputy Lieutenant von Edinburgh eingesetzt. Zwischen 1946 und 1948 bekleidete Mathers die Position des Lord High Commissioner to the General Assembly of the Church of Scotland. Ein weiteres Mal hielt er 1951 diesen Posten. 1947 wurde er in das Privy Council aufgenommen. Am 30. Januar 1952 wurde Mathers zum 1. Baron Mathers, of Newtown St Boswells erhoben. 1956 wurde er in den Distelorden aufgenommen. Er verstarb 1965 ohne Nachkommen.

## Politischer Werdegang
Im Jahre 1919 wurde Mathers für die Labour Party in den Stadtrat von Carlisle gewählt. Erstmals trat Mathers bei den Unterhauswahlen 1923 zu Wahlen auf nationaler Ebene an. Er kandidierte im Wahlkreis Edinburgh West für die Labour Party gegen den Liberalen Vivian Phillipps sowie Ian Macintyre von der Unionist Party. Mathers erhielt mit 25,7 % den geringsten Stimmenanteil der drei Kontrahenten und verpasste damit den Einzug in das britische Unterhaus. Bei den folgenden Unterhauswahlen 1924 konnte Mathers seinen Stimmenanteil zwar steigern, sich jedoch nicht gegen Macintyre durchsetzen. Zu den folgenden Unterhauswahlen 1929 trat Macintyre nicht mehr an. Dank weiterer Stimmgewinne setzte sich Mathers gegen dessen Nachfolger Wilfrid Normand sowie Vivian Phillipps durch und zog erstmals in das britische Unterhaus ein.
Im Parlament fungierte Mathers als Sekretär des Parlamentssekretärs unter dem Staatssekretär für Indien sowie dem Staatssekretär für die Kolonien. Bei den folgenden Unterhauswahlen 1931 schied er nach deutlichen Stimmverlusten gegen den Unionisten Normand zunächst aus dem Unterhaus aus. Mathers Parteikollege Emanuel Shinwell hatte bei denselben Wahlen das Mandat des Wahlkreises Linlithgowshire verloren. Bei den folgenden Unterhauswahlen 1935 kandidierte Mathers in diesem Wahlkreis gegen den Unionisten Adrian Baillie. Er vermochte das Ergebnis der Labour Party zu verbessern und sich gegen Baillie durchzusetzen. Zwischen 1944 und 1945 hielt Mathers die Position des Comptrollers of the Household. Bei den Unterhauswahlen 1945 hielt Mathers das Mandat deutlich gegen seinen unionistischen Kontrahenten. Im Parlament hatte er bis 1946 die Positionen des Treasurers of the Royal Household sowie des stellvertretenden Whips der regierenden Fraktion inne.
Der Wahlkreis Linlithgowshire wurde im Vorfeld der Unterhauswahlen 1950 aufgelöst. Mathers kandidierte deshalb in dem neugeschaffenen Nachfolgewahlkreis West Lothian. Abermals setzte er sich deutlich gegen seine Kontrahenten durch. Zu den folgenden Unterhauswahlen 1951 trat Mathers nicht mehr an. 